# Lac-Simon
Lac-Simon es un municipio canadiense situado en la provincia de Quebec.

## Superficie
Lac-Simon tiene una superficie de 95,65 km².

## Demografía
En 2021, tenía 1057 habitantes, una densidad poblacional de 11,1 hab./km², y 1304 viviendas.